# Клубівська сільська рада (Ізяславський район)
Клубі́вська сільська́ ра́да — адміністративно-територіальна одиниця та орган місцевого самоврядування в Ізяславському районі Хмельницької області. Адміністративний центр — село Клубівка.

## Загальні відомості
Клубівська сільська рада утворена в 1944 році.
- Територія ради: 30,128 км²
- Населення ради: 2 618 осіб (станом на 2001 рік)
- Територією ради протікає річка Горинь

## Населені пункти
Сільській раді підпорядковані населені пункти:
- с. Клубівка
- с. Васьківці
- с. Ревуха

## Склад ради
Рада складається з 16 депутатів та голови.
- Голова ради: Остапчук Леся Сергіївна
- Секретар ради: Макарчук Лариса Василівна

### Керівний склад попередніх скликань
| Прізвище, ім'я, по батькові  | Основні відомості                                                                     | Дата обрання | Дата звільнення |
| ---------------------------- | ------------------------------------------------------------------------------------- | ------------ | --------------- |
| Мікульський Микола Федорович | Сільський голова, 1961 року народження, член Всеукраїнського об'єднання «Батьківщина» | 26.03.2006   | 31.10.2010      |
| Остапчук Леся Сергіївна      | Сільський голова, 1975 року народження, освіта вища, позапартійна                     | 31.10.2010   |                 |

Примітка: таблиця складена за даними сайту Верховної Ради України

### Депутати
За результатами місцевих виборів 2010 року депутатами ради стали:

#### За суб'єктами висування
| Суб'єкт висування            | Кількість обраних депутатів | %    |
| ---------------------------- | --------------------------- | ---- |
| Самовисування                | 13                          | 81,3 |
| Партія регіонів              | 2                           | 12,5 |
| Соціалістична партія України | 1                           | 6,3  |

#### За округами
| № округу                     | Прізвище, ім'я, по батькові       | Дата визнання обраним | Освіта           | Партійна приналежність                        | Відомості про обраного депутата                                           |
| ---------------------------- | --------------------------------- | --------------------- | ---------------- | --------------------------------------------- | ------------------------------------------------------------------------- |
| Партія регіонів              |                                   |                       |                  |                                               |                                                                           |
| 6                            | Скоропуд Любов Федорівна          | 04.11.2010            | вища             | позапартійна                                  | філія Ощадбанку 2890/01 с. Клубівка, касир                                |
| 11                           | Ставнійчук Світлана Олександрівна | 04.11.2010            | незакінчена вища | позапартійна                                  | Клубівська сільська рада, головний бухгалтер                              |
| Соціалістична партія України |                                   |                       |                  |                                               |                                                                           |
| 16                           | Хінцінський Микола Миколайович    | 04.11.2010            | середня          | член Соціалістичної партії України            | пенсіонер                                                                 |
| Самовисування                |                                   |                       |                  |                                               |                                                                           |
| 1                            | Макарчук Лариса Василівна         | 04.11.2010            | вища             | член Партії регіонів                          | Клубівська сільська рада, начальник військово-облікового столу            |
| 2                            | Адамович Лариса Василівна         | 04.11.2010            | вища             | позапартійна                                  | Лінійна лікарня с. Клубівка, бухгалтер                                    |
| 3                            | Мазорчук Людмила Сергіївна        | 04.11.2010            | середня          | позапартійна                                  | Клубівська сільська рада, рахівник-касир                                  |
| 4                            | Юзина Олександр Володимирович     | 04.11.2010            | вища             | член Народної партії                          | КП «Житлосервіс» м. Ізяслав, юрист консультант                            |
| 5                            | Морозюк Марія Леонтіївна          | 04.11.2010            | вища             | позапартійна                                  | ТОВ «Клембівський цукровий завод», начальник планово-економічного відділу |
| 7                            | Коротний Євгеній Іванович         | 04.11.2010            | вища             | член Всеукраїнського об'єднання «Батьківщина» | ТОВ «Клембівський цукровий завод», директор                               |
| 8                            | Самчук Олександр Сергійович       | 04.11.2010            | вища             | позапартійний                                 | ТОВ «Клембівський цукровий завод», головний технолог                      |
| 9                            | Мірецька Лариса Петрівна          | 04.11.2010            | вища             | позапартійна                                  | Клубівський дитячий садок, вихователь                                     |
| 10                           | Люлюк Володимир Миколайович       | 04.11.2010            | середня          | позапартійний                                 | ТОВ «Клембівський цукровий завод», слюсар ремонтник                       |
| 12                           | Короткий Юрій Миколайович         | 04.11.2010            | вища             | член Комуністичної партії України             | пенсіонер                                                                 |
| 13                           | Станіславчук Марія Олексіївна     | 04.11.2010            | вища             | позапартійна                                  | Васьковецька загальноосвітня школа І-ІІ ст., вчитель                      |
| 14                           | Орнат Неоніла Олексіївна          | 04.11.2010            | вища             | позапартійна                                  | пенсіонер                                                                 |
| 15                           | Кукуріка Олена Миколаївна         | 04.11.2010            | вища             | позапартійна                                  | Васьковецька загальноосвітня школа І-ІІ ст., вчитель                      |